# Glenhaven, New South Wales
Glenhaven este o suburbie în Sydney, Australia.